# جهاركاه
جهاركاه هو رابع المقامات، وأوّل مقامٍ في المقامات المولّدة، وهو من المقامات الإیرانیة الأصل، وهو جزء من مقام العجم.

## استمع
- مقام الجهاركاه (لتنزيل أي ملف، اضغط رابط الملف بالزر الأيمن، ثم اختر).[3]
- مقام الجهاركاه للشيخ محمد صديق المنشاوي[وصلة مكسورة].[4]
- الشيخ ماهر المعيقلي تلاوة بمقام الجهاركاه.[5]

## المصدر
1. ↑  "web-radio - مؤسسة الشارقة للفنون". sharjahart.org. مؤرشف من الأصل في 2017-05-05. اطلع عليه بتاريخ 2017-05-02.
2. ↑  "مقام جهاركا - منتدى سماعي للطرب العربي الأصيل". www.sama3y.net (بar-sa). Archived from the original on 2018-01-31. Retrieved 2017-05-02.{{استشهاد ويب}}:  صيانة الاستشهاد: لغة غير مدعومة (link)
3. ↑  "قطوف المرجان في ترتيل آيات الفرقان | مقام الجهاركاه". www.qoranway.com. مؤرشف من الأصل في 2017-10-15. اطلع عليه بتاريخ 2017-05-02.
4. ↑  "مقام الجهاركاه للشيخ محمد صديق المنشاوي. - الإسلام حياتنا - Islam Hayatona". الإسلام حياتنا - Islam Hayatona (بar-AR). Retrieved 2017-05-02.{{استشهاد بخبر}}:  صيانة الاستشهاد: لغة غير مدعومة (link)[وصلة مكسورة]
5. ↑  عبد الله الحديدي (12 يونيو 2013)، تلاوة رائعة للشيخ ماهر المعيقلي بمقام الجهاركاه   YouTube، مؤرشف من الأصل في 2016-05-31، اطلع عليه بتاريخ 2017-05-02
6. ↑  "مجلة الرسالة/العدد 30/الموسيقى الشرقية والموسيقى الغربية - ويكي مصدر". ar.wikisource.org. مؤرشف من الأصل في 2019-12-16. اطلع عليه بتاريخ 2017-05-02.
7. ↑  "المقامات الموسيقية الشرقية | Faculty of Fine Arts". ffa.najah.edu. مؤرشف من الأصل في 2019-12-16. اطلع عليه بتاريخ 2017-05-02. {{استشهاد ويب}}: |archive-date= / |archive-url= timestamp mismatch (مساعدة)